# Jimmy Quinn (football, 1878)
Pour les articles homonymes, voir Quinn et Jimmy Quinn.
Jimmy Quinn, né le 8 juillet 1878 à Croy en Écosse et mort le 21 novembre 1945, est un footballeur écossais.

## Biographie
Il commence à jouer dans le club junior du Smithston Albion, lorsque Willie Maley le fait signer au Celtic Glasgow en 1900, au début comme ailier gauche, avant de devenir attaquant central. Comme beaucoup d'autres joueurs de l'époque, il travaille en même temps dans les mines de charbon.
Il inscrit en tout 216 buts en 331 matchs, dont 187 en championnat (273 matchs) et 29 en coupe (58 matchs), dont 7 ou 8 en finale (1904, 1908, 1909 et 1911). Il remporte six championnats consécutifs et cinq coupes d'Écosse.
Il joue onze fois avec l'Écosse, et inscrit sept buts, dont quatre contre l'Irlande en 1908. Sa moyenne de buts par match était de 0,65 – donc deux buts tous les 3 matchs, dépassé au Celtic seulement par Jimmy McGrory, Henrik Larsson et Sandy McMahon. De par son total de buts inscrits en championnat, il est seulement dépassé par McGrory.
Lors de la finale de la coupe écossaise 1904 contre les grands rivaux des Rangers. À la mi-temps, les Rangers mènent 2-0 et sont rattrapés en seconde période 3-2, dont tous les buts sont inscrits par Quinn.
C'est le premier triplé d'un joueur du Celtic contre les Rangers. Il inscrit également le second triplé le jour du nouvel an 1912 lors d'une victoire 3-0 (seul joueur à faire deux triplés lors du Old Firm). Il est également le premier joueur du Celtic à marquer 200 buts pour le club (seuls 4 joueurs l'ont fait dont McGrory, Bobby Lennox (273) Larsson (242) et Stevie Chalmers (228)). 
Il prend sa retraite en 1915, ce qui fait de lui, avec 216 buts, le 5e meilleur buteur de l'histoire du club.

## Palmarès
Celtic FC
- Champion du Championnat d'Écosse de football (8) :
  - 1905, 1906, 1907, 1908, 1909, 1910, 1914 & 1915.
- Vice-champion du Championnat d'Écosse de football (4) :
  - 1901, 1902, 1912 & 1913.
- Meilleur buteur du Championnat d'Écosse de football (4) :
  - 1905: 19 buts, 1906: 20 buts, 1907: 29 buts & 1910: 24 buts.
- Vainqueur de la Scottish Cup (6) :
  - 1904, 1907, 1908, 1911, 1912 & 1914.
- Finaliste de la Scottish Cup (2) :
  - 1901 & 1902.